# Jõelähtme
Jõelähtme (em estoniano:  Jõelähtme vald) é um município rural estoniano localizado na região de Harjumaa.

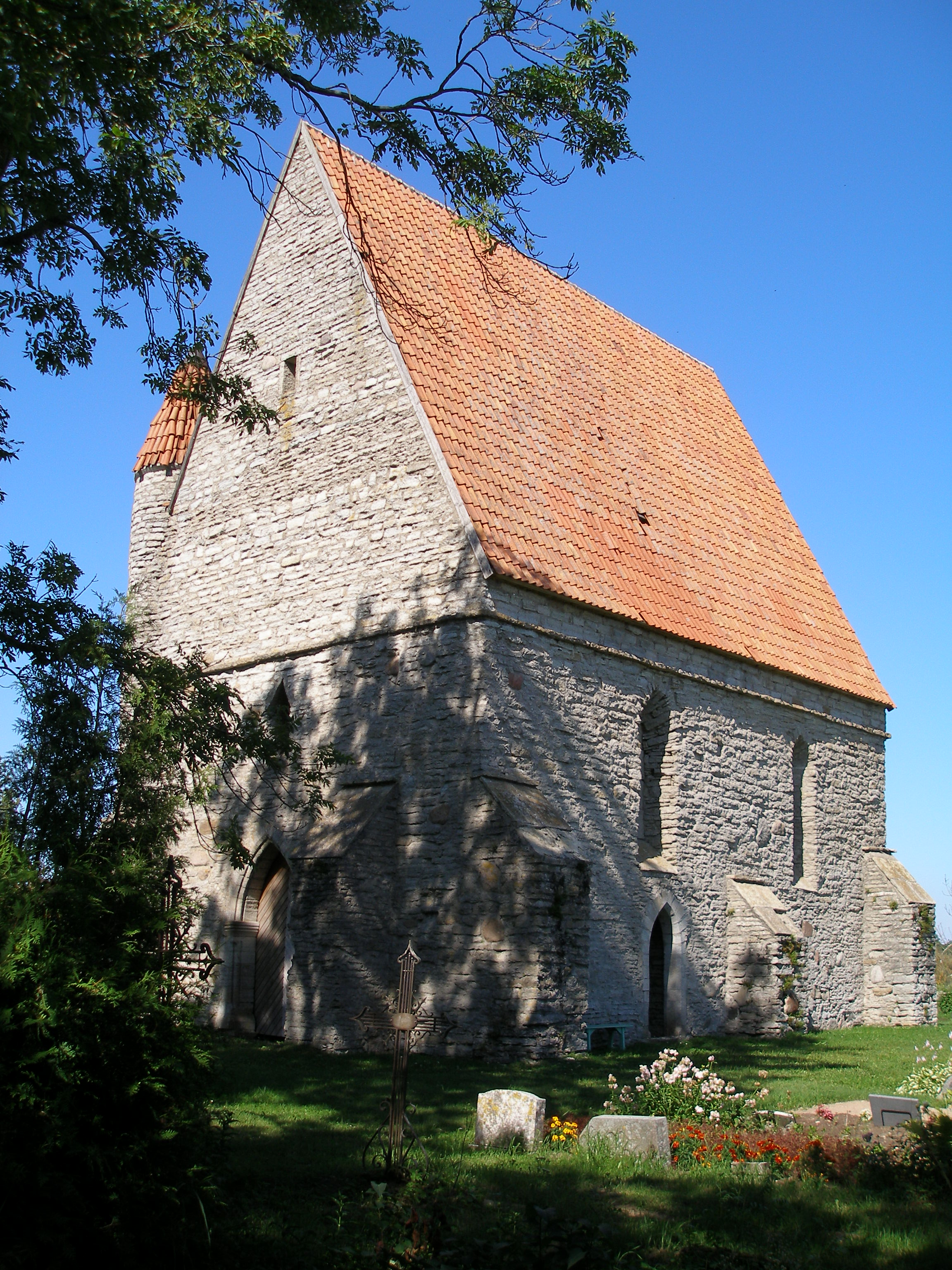
Saha
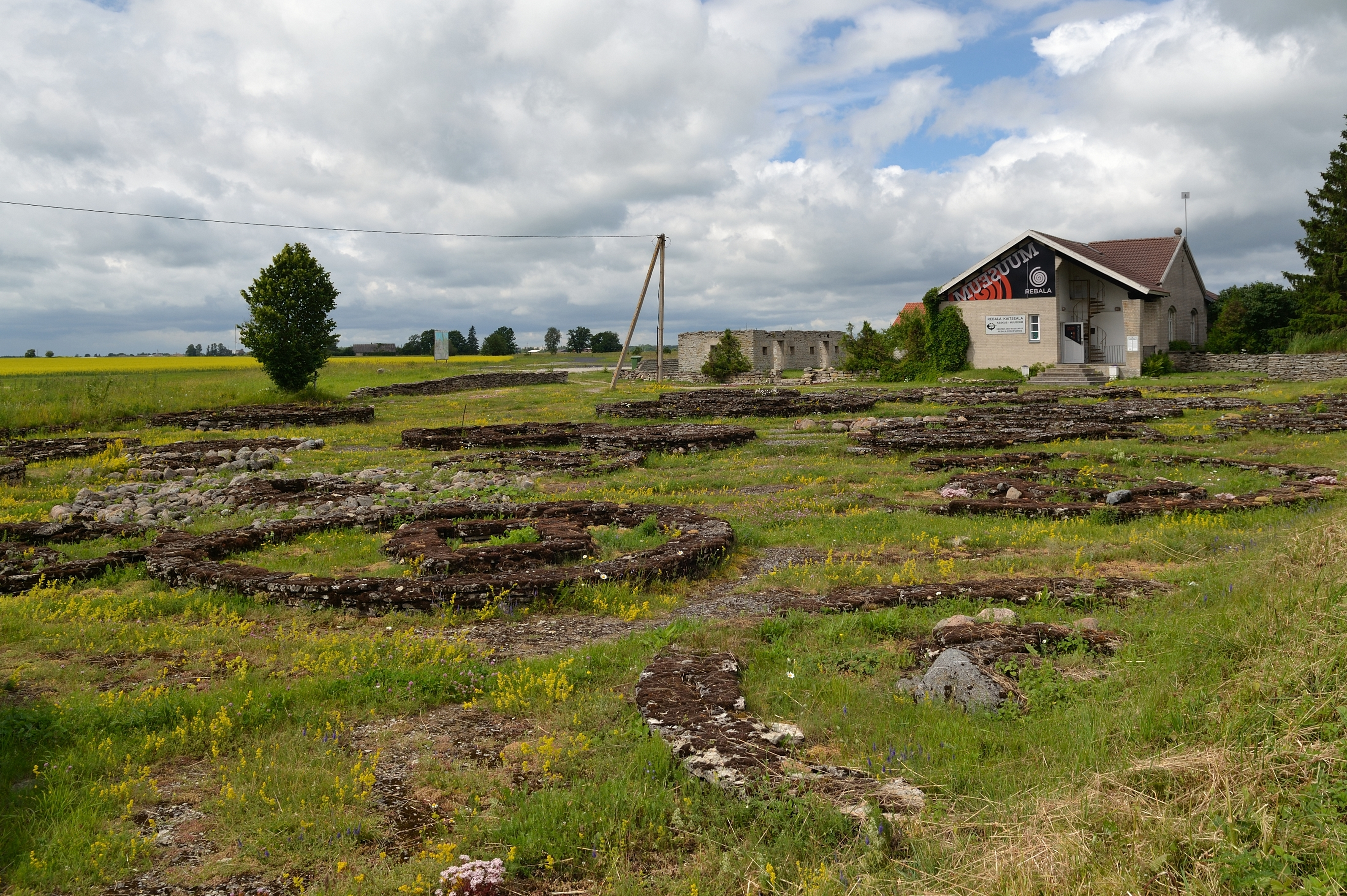
Rebala
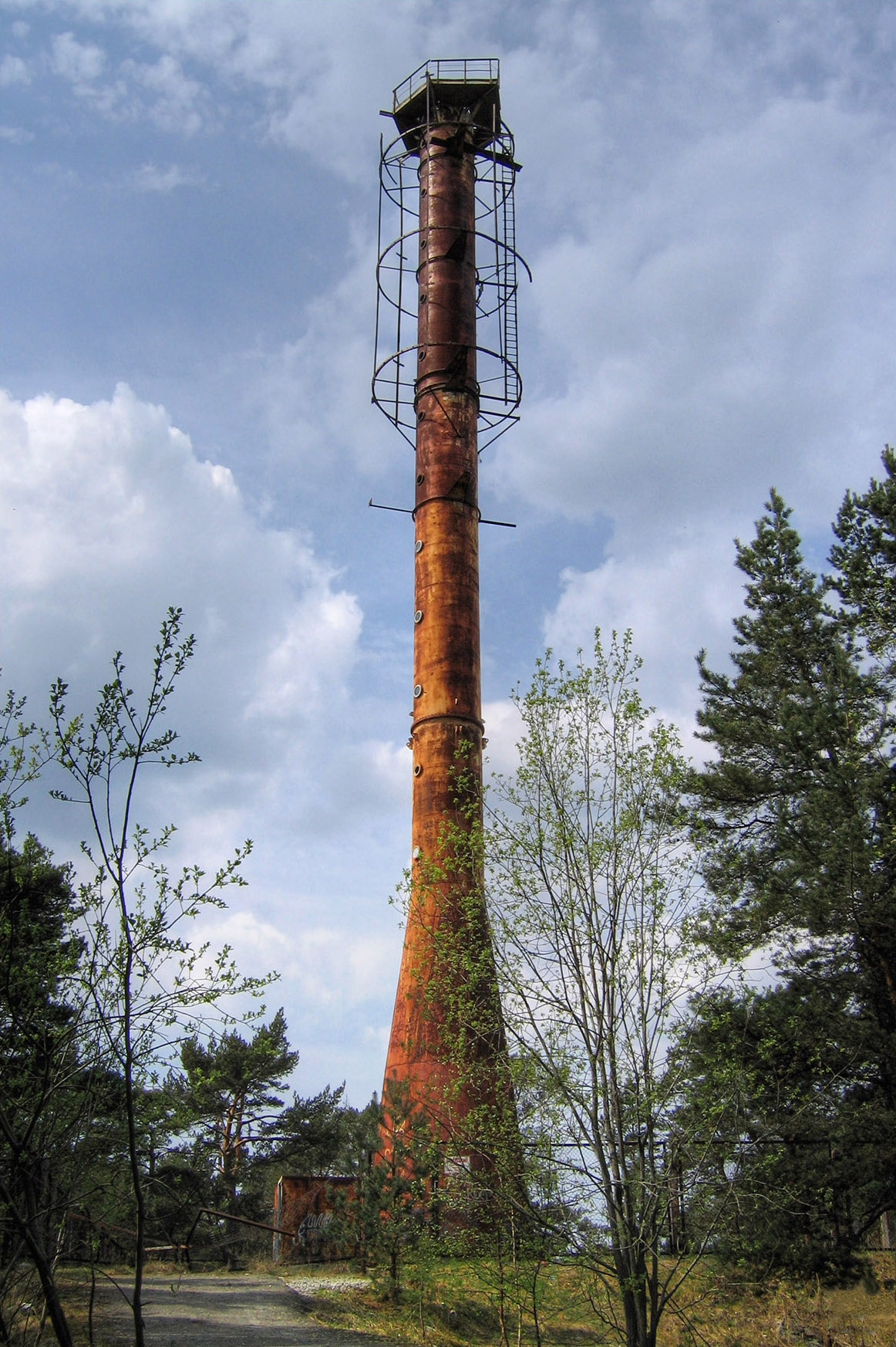
Ihasalu
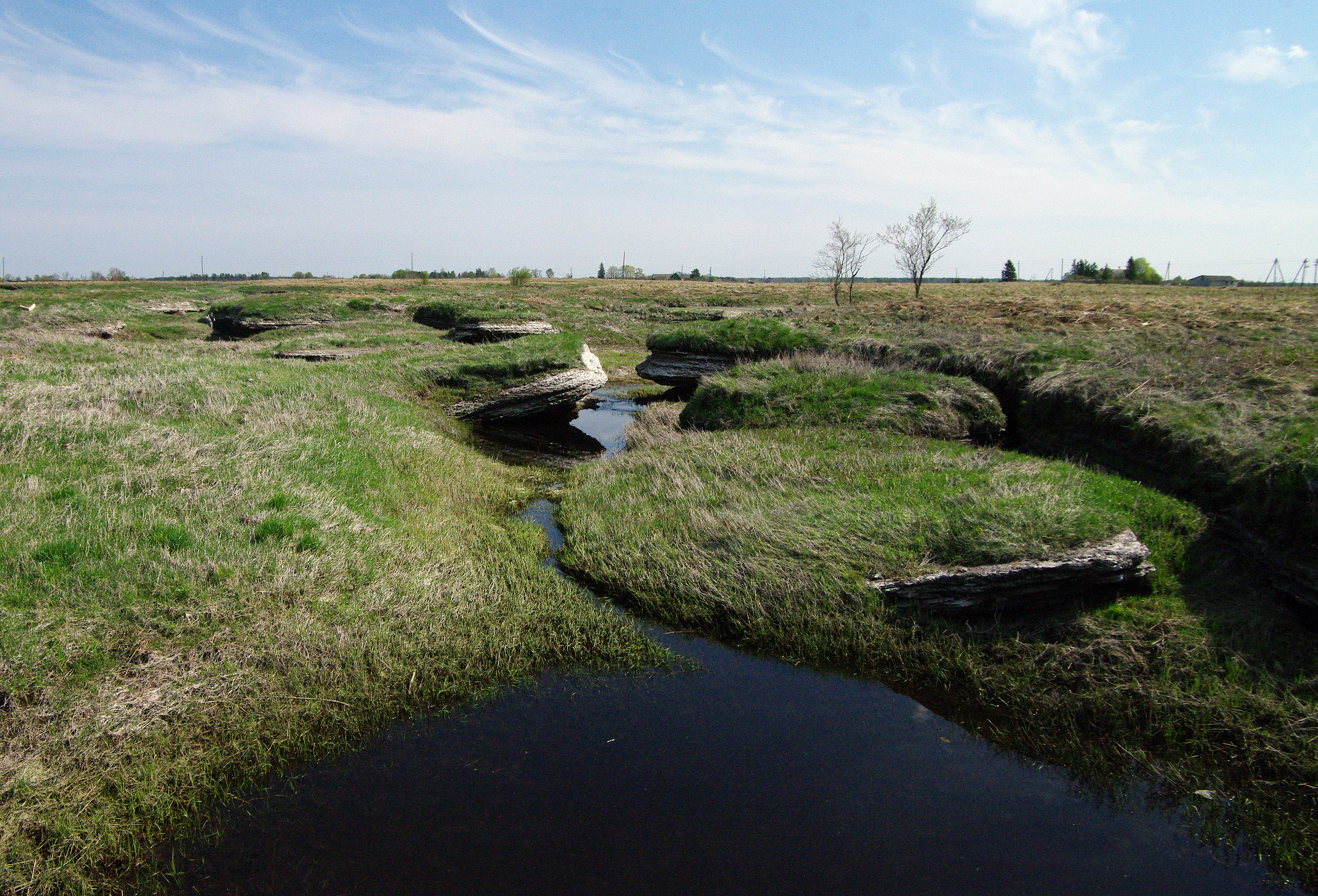
Kostivere
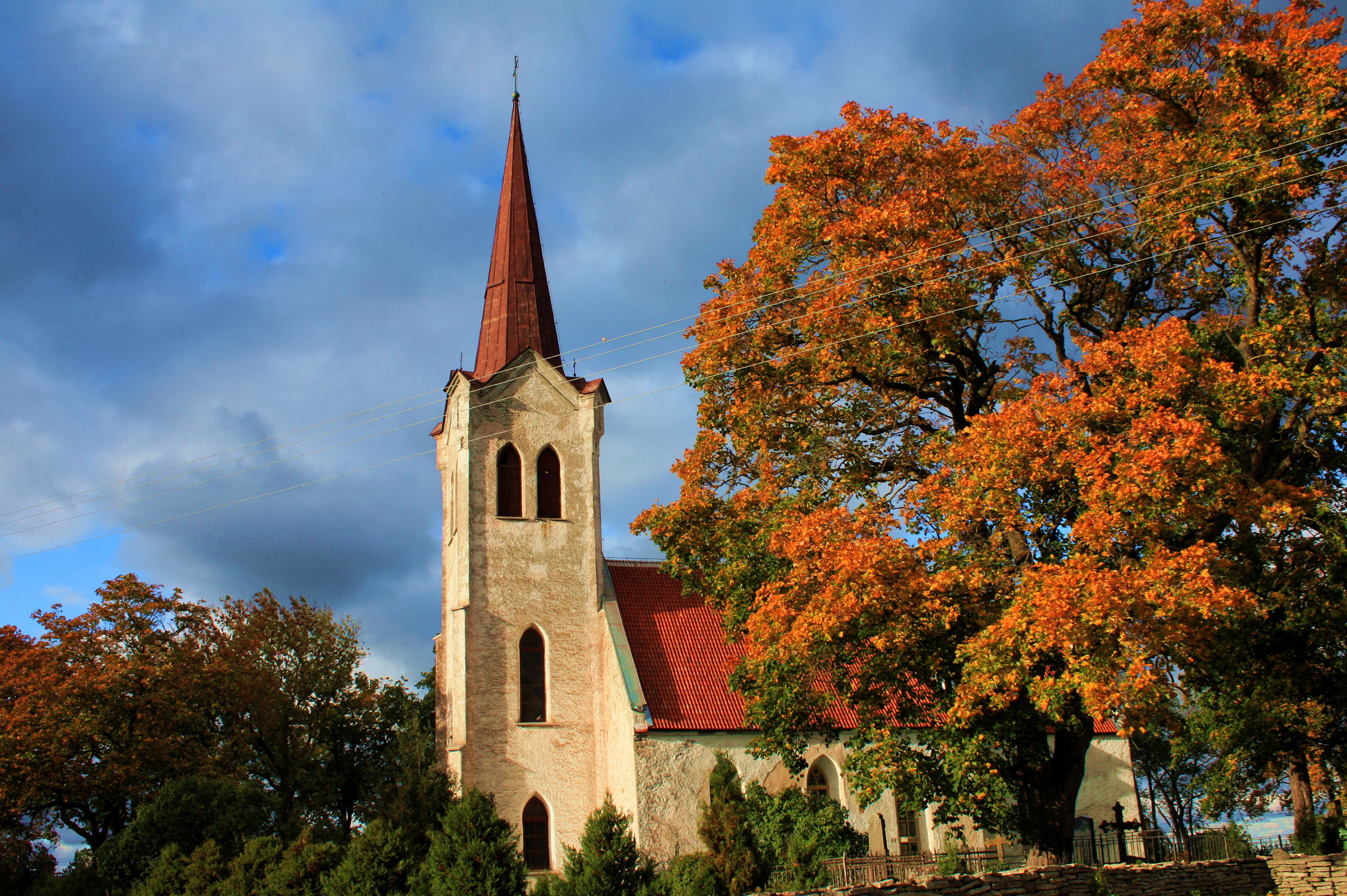
Jõelähtme
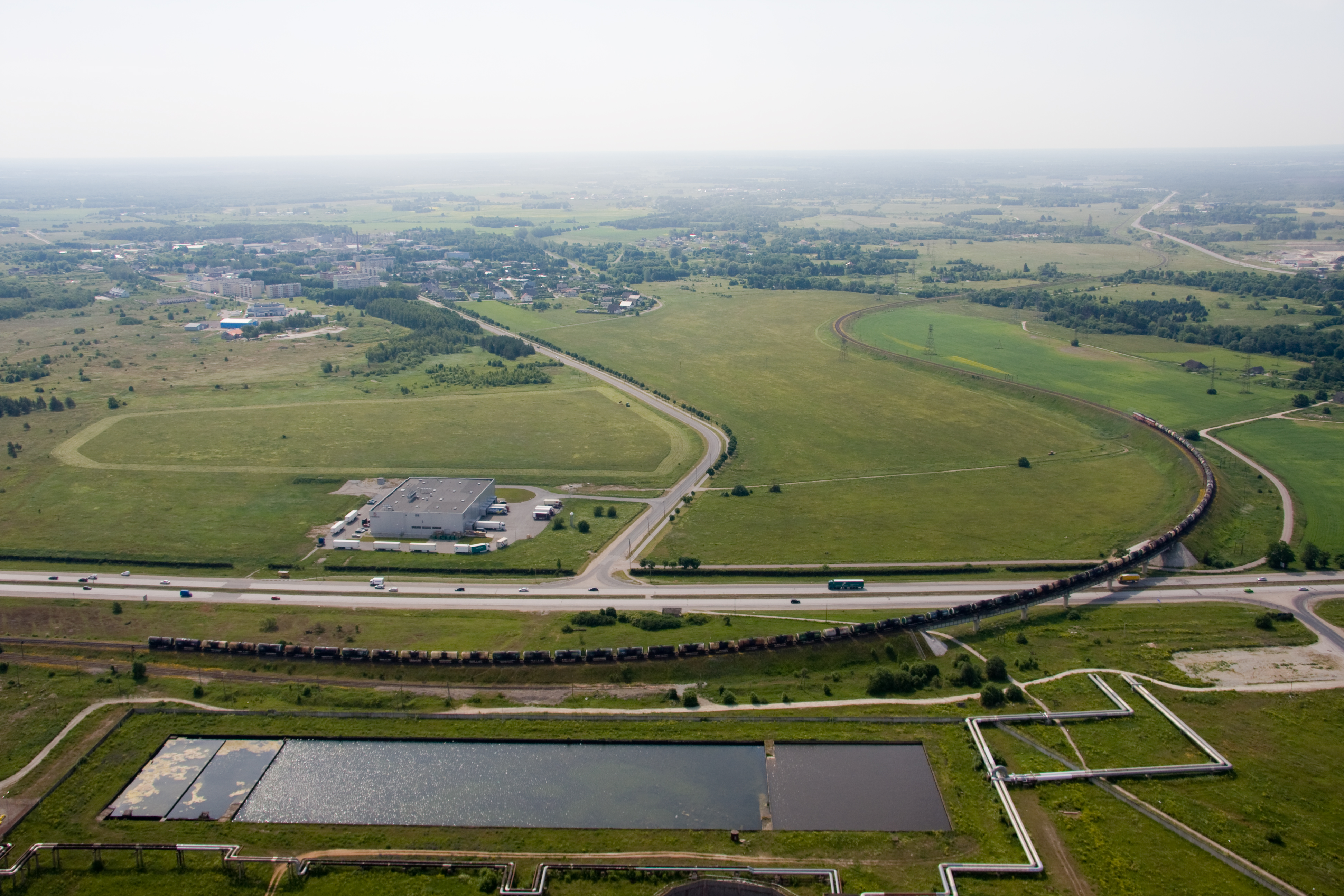
Lagedi, Muuga
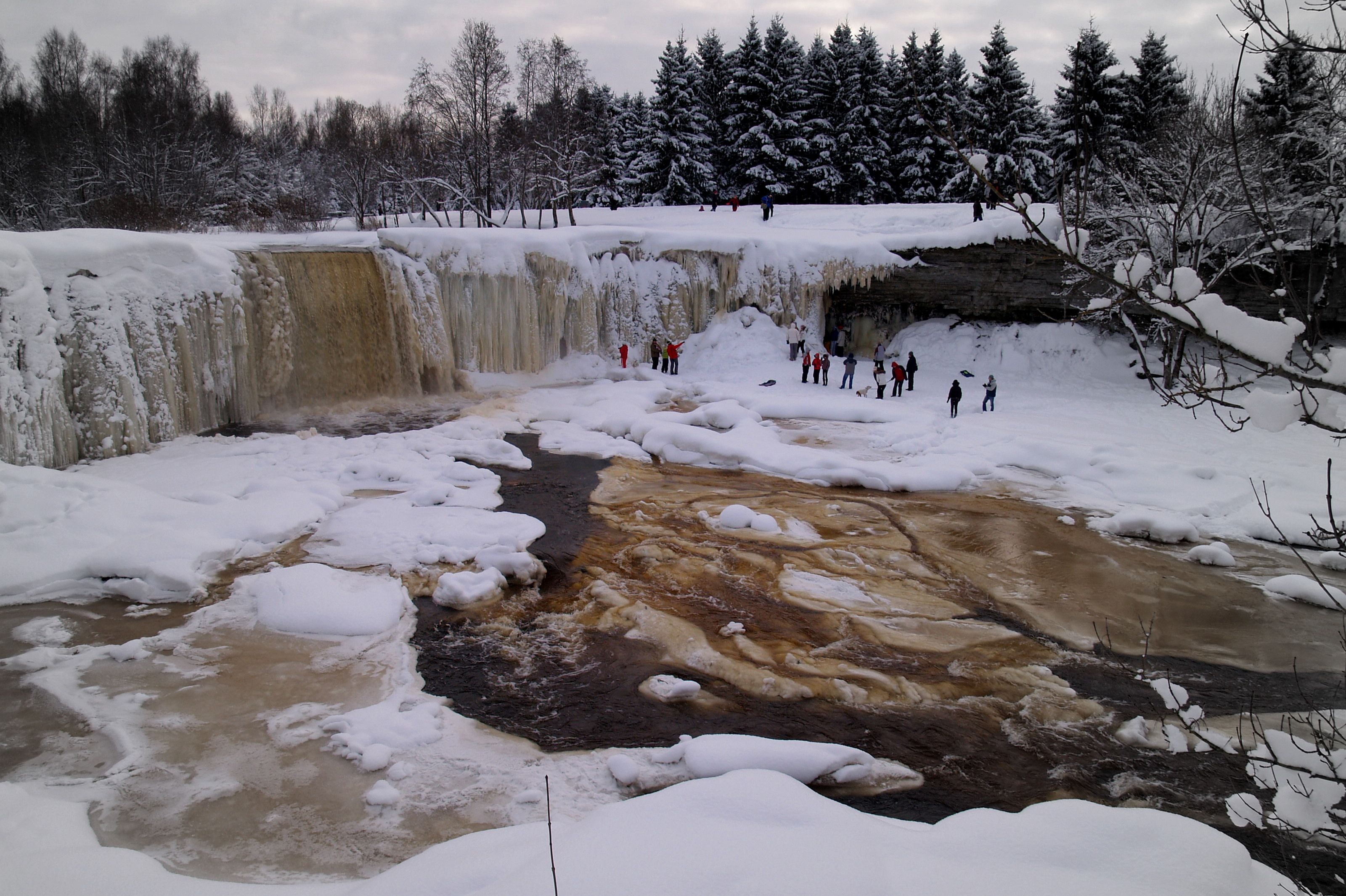
Jägala